# Уарзазат
Уарзазат (на берберски: ⵡⴰⵔⵣⴰⵣⴰⵝ; на арабски: ورزازات, означаващо „място без суматоха“), наричан Вратата на пустинята, е стара крепост и модерен град – столица на едноименната провинция в регион Сус-Маса-Драа в южната част на централно Мароко. Намира на надморска височина 1150 метра на плато в средата на Високите Атласки планини. Отстои на 442 км югоизточно от Казабланка, на 205 км от Маракеш, на 162 северно от Загора и на 260 км северно от Мхамид, където асфалтовото шосе се стеснява и свършва и започват керванските пътеки. На юг от Уарзазат е пустинята.
Населението на Уарзазат е 71 067 души (по преброяване от 2014 г.). Градът е населен предимно от бербери, от които са построени много от големите казби и сгради, с които е известен целият район. Уарзазат е важна туристическа дестинация в Мароко като база за екскурзии в цялата долина Драа и в пустинята. Крепостта-село Айт Бенеду недалече на запад от града е в списъка на ЮНЕСКО за световно наследство. Уарзазат има добре функционираща аерогара.
Дълго време Уарзазат е малка пресечна точка за африканските търговци по пътя им към северната част на Мароко и Европа. По време на френското господство той разширява значително своя колониален гарнизон, израства като град, административен център и митническата служба. В града е разположен Френският чуждестранен легион.
Районът е известен още и със своите килими Ouazguita с геометричен дизайн на червено-оранжеви шарки на черен фон.
В края на града е забележителният дворец крепост (Kasbah, Касба) на Тауриртите, принадлежащи към рода Ел-Хаузи. Днес той е отворен за посетители и заедно с музея на киното, разположен срещу него, с колоритните ресторанти и магазини наоколо е неповторим и автентичен притегателен фокус за гостите на града. Най-прочутият му господар е Тами Ел Глауи, наричан „Царят на Атлас“ – последният политически активен член на управляващия феодален род Ел-Хаузи. В началото на ХХ век той работи заедно с френската администрация, но по време на борбата за независимост като един от лидерите завзема Маракеш, провъзгласява се за паша, безуспешно се опитва да заеме трона на Мохамед V и до смъртта си през 1955 г. отстоява феодалните си права. В двора на двореца стои оръдието Круп, осигурило на пашата неограничена власт над Атласките планини.
Уарзазат е също така световноизвестен филмов център, с най-големите студия в Мароко, където най-големите международни кинокомпании снимат своите филми. Филми като „Али баба и 40-те разбойника“ (1954), „Лорънс Арабски“ (1962), „Човекът, който искаше да бъде крал“ (1975), Джеймс Бонд – „Живите светлини“ (1987), „Последното изкушение на Христос“ (1988), „Кундун“ (1997), „Легионер“ (1998), „Мумията“ (1999), „Гладиатор“ (2000), „Астерикс и Обеликс: Мисия Клеопатра“ (2002), „Небесно царство“ (2005), „Александър“ (2004), „Принцът на Персия: Пясъците на времето“ (2010) и т.н. са заснети тук.